# King's Bounty: Перехрестя світів
King's Bounty: Crossworlds (укр. King's Bounty: Перехрестя світів) — доповнення для відеогри King's Bounty: Принцеса в обладунках, аддона до King's Bounty: The Legend, реліз якого відбувся 17 вересня 2010 року.
«Перехрестя світів» — це доповнена версія гри King's Bounty: Armored Princess, в яку ввійшли крім оригінальної гри («Похід орків») дві незалежні кампанії: «Чемпіон арени» і «Захисник корони» з редактором карт, новими предметами, і новими юнітами.
Для гри «Перехрестя світів» не вимагається наявності оригінальної гри.

## Кампанії

### «Похід орків»

Логотип кампанії «Похід орків»

Світу Теана загрожує небезпека. Проводирка орків Руда Хапуга, що жадає необмеженої влади, збирає армію прихильників і вирушає на пошуки стародавнього джерела магічної сили. Якщо вона зуміє втілити свій план, Теана і всі її мешканці загинуть. У відчаї інші вожді племені орків звертаються за допомогою до людей. А тим часом біля берегів острова Дебір чудесним чином виникає таємнича вежа, проникнути в яку не можуть найкращі чарівники королівства…
- Дев'ять небачених раніше істот
- П'ятьдесят предметів, комплектів і збірних артефактів
- Тринадцять заклинань
- Більше п'ятдесяти особливостей і вмінь для різних істот
- Нові вміння для різних класів
- Мережа Військових академій для тренування воїнів
- Таємниче споруда — Башта чарівників
- Унікальна особливість раси орків — «Адреналін»

### «Чемпіон арени»

Логотип кампанії «Чемпіон арени»

Артур — молодий наймианець зі світу Ендор — укладає контракт з торговцем Лью Клісаном. За умовами договору, він повинен вийти на гладіаторську арену і добути для наймача головний приз — Пояс чемпіона. Однак хитрий торговець не попередив юнака, що арена знаходиться в загадковому світі Літан, а боротися йому належить з найжахливішими монстрами. Лише з розумом вибираючи союзників серед гладіаторських гільдій, а також спорядження і війська, Артур зможе перемогти всіх вісьмох чудовиськ на Арені Тисячі Імператорів.
- П'ять нових умінь героя
- Одинадцять супутників-зброєносців
- Дев'ять гільдій різних рас — кожна доручить герою непрості завдання
- Вісім лютих босів на Арені
- Сім унікальних ворожих героїв

### «Захисник корони»

Логотип кампанії «Захисник корони»

Розправившись з демоном Баалом, принцеса Амелі повертається додому. Героїні належить закінчити навчання у найкращих наставників, витримати випускний іспит і отримати почесне звання Захисника Корони. Амелі доведеться показати все, на що вона здатна, оскільки ставкою у випробуванні, яке підготували для принцеси суворі екзаменатори, стане її життя.
- Шість жорстоких битв на унікальних аренах
- Три нових вміння героя

### Редактор кампаній
Набір інструментів, за допомогою яких можна змінювати гру «King's Bounty: Принцеса в обладунках» і «King's Bounty. Легенда про лицаря», а також створювати власні кампанії з сюжетом, персонажами, завданнями, предметами, картами.

## Системні вимоги
- Операційна система Windows XP / Vista;
- Процесор Intel Pentium IV з тактовою частотою 2,6 ГГц або аналогічний AMD;
- 1 Гб оперативної пам'яті;
- Відеокарта NVIDIA GeForce FX 6800 c 128 Мб відеопам'яті або аналогічна ATI;
- Звукова карта, сумісна з DirectX 9.0;
- DirectX 9.0c;
- Пристрій для читання DVD;

Для активації гри необхідно інтернет-з'єднання.